# I liga polska w futsalu (2001/2002)
Rozgrywki I ligi polskiej w futsalu (2001/2002) zostały zdominowane przez drużynę Clearex Chorzów. Wygrywając wszystkie spotkania wywalczyła Mistrzostwo Polski w futsalu 2001/2002. Kilka tygodni przed rozpoczęciem rozgrywek drużyna KP Warszawa wycofała się z niewiadomych przyczyń. Ostatecznie doprowadziło to do tego, że co kolejkę zespół, który miał się zmierzyć z zespołem ze stolicy pauzował.
| Poziomy ligowe w futsalu w sezonie 2001/2002 | Poziomy ligowe w futsalu w sezonie 2001/2002 | Poziomy ligowe w futsalu w sezonie 2001/2002 | Poziomy ligowe w futsalu w sezonie 2001/2002 |
| Rozgrywki                                    | Poziomy ligowe                               | Liga                                         | Sezon                                        |
| -------------------------------------------- | -------------------------------------------- | -------------------------------------------- | -------------------------------------------- |
| Centralne                                    | I poziom                                     | I Liga                                       | Sezon 2001/2002 (1 grupa)                    |
| Centralne                                    | II poziom                                    | II Liga                                      | Sezon 2001/2002 (2 grupy)                    |
| Regionalne                                   | III poziom                                   |                                              |                                              |

## Tabela
| Lp.    | Drużyna                 | M  | Z  | R | P  | Bramki | Bramki | Różn. | Pkt. | MB       | Uwagi            |
| ------ | ----------------------- | -- | -- | - | -- | ------ | ------ | ----- | ---- | -------- | ---------------- |
| złoto  | Clearex Chorzów         | 20 | 20 | 0 | 0  | 143    | 61     | +82   | 60   |          | Puchar EEFA      |
| srebro | Baustal Kraków (b)      | 20 | 17 | 0 | 3  | 140    | 68     | +72   | 51   |          |                  |
| brąz   | P.A. Nova Gliwice       | 20 | 12 | 2 | 6  | 104    | 77     | +27   | 38   |          |                  |
| 4      | Unisoft Gdynia          | 20 | 9  | 1 | 10 | 113    | 117    | -4    | 28   | 2:0 17:7 |                  |
| 5      | Rekord Bielsko-Biała    | 20 | 9  | 1 | 10 | 84     | 87     | -3    | 28   | 0:2 7:17 |                  |
| 6      | Cuprum Polkowice        | 20 | 8  | 3 | 9  | 99     | 113    | -14   | 27   |          |                  |
| 7      | Jango Mysłowice         | 20 | 7  | 2 | 11 | 64     | 86     | -22   | 23   |          |                  |
| 8      | Team Legnica            | 20 | 6  | 4 | 10 | 75     | 116    | -41   | 22   |          |                  |
| 9      | Skała-Inter Tychy       | 20 | 5  | 2 | 13 | 70     | 95     | -25   | 17   |          | Baraż/utrzymanie |
| 10     | Irex Sosnowiec          | 20 | 4  | 3 | 13 | 76     | 102    | -26   | 15   |          | Baraż/utrzymanie |
| 11     | FRIB-EX Ruda Śląska (b) | 20 | 3  | 2 | 15 | 77     | 123    | -46   | 11   |          | Spadek           |

- Przed rozgrywkami wycofał się KP Warszawa.
- DSi Legnica przed sezonem zmienił nazwę na Team Legnica.
- Rekord-Lipnik przed sezonem zmienił nazwę na Rekord Bielsko-Biała.

Źródło

## Baraże o utrzymanie w ekstraklasie
I runda
- I para barażowa
  - 3 marca 2002, Seat Arpol Toruń - Octopus-Sport Chorzów 3:1
  - 10 marca 2002, Octopus-Sport Chorzów - Seat Arpol Toruń 6:2
- II para barażowa
  - 3 marca 2002,  Radan Gliwice - Armet Bis Gdynia 8:2
  - 10 marca 2002, Armet Bis Gdynia - Radan Gliwice 1:6

II runda
- I para barażowa
  - 24 marca 2002, Radan Gliwice - Skała-Inter Tychy 3:4
  - 28 marca 2002, Skała-Inter Tychy - Radan Gliwice 9:3
- II para barażowa
  - 24 marca 2002, Octopus-Sport Chorzów - Irex Sosnowiec 5:7
  - 7 kwietnia 2002, Irex Sosnowiec - Octopus-Sport Chorzów 7:1

Źródło

## Mecze

### Kolejka 1
- Inauguracyjne mecze odbyły się w dniach 29 i 30 września 2001 roku. Jedynie spotkanie pomiędzy Cuprum Polkowice i TEAM Legnica zostały przełożone na 4 listopada. Pauzującą drużyną tej kolejki było FRIB-EX Ruda Śląska.

| Irex Sosnowiec | 4 – 8 | PA Nova Gliwice |

| Jango Mysłowice | 3 – 2 | Rekord Bielsko-Biała |

| Skała-Inter Tychy | 3 – 4 | Baustal Kraków |

| Cuprum Polkowice | 4 – 4 | TEAM Legnica |

| Unisoft Gdynia | 6 – 7 | Clearex Chorzów |

### Kolejka 2
- Spotkania drugiej kolejki I ligi halowej odbyły się w dniach 6 i 7 października 2001 roku. Zespołem, który pauzował był Unisoft Gdynia.

| PA Nova Gliwice | 4 – 2 | FRIB-EX Ruda Śląska |

| Clearex Chorzów | 5 – 2 | Jango Mysłowice |

| Rekord Bielsko-Biała | 10 – 3 | Cuprum Polkowice |

| TEAM Legnica | 5 – 5 | Skała-Inter Tychy |

| Baustal Kraków | 12 – 5 | Irex Sosnowiec |

### Kolejka 3
- Spotkania trzeciej kolejki zaplanowano na 13 oraz 14 października 2001 roku. Wszystkie potyczki odbyły się bez najmniejszych problemów, a przerwę zaliczyła Skała-Inter Tychy.

| Unisoft Gdynia | 8 – 4 | TEAM Legnica |

| Irex Sosnowiec | 4 – 5 | Rekord Bielsko-Biała |

| PA Nova Gliwice | 6 – 2 | rum Polkowice |

| FRIB-EX Ruda Śląska | 3 – 5 | Clearex Chorzów |

| Jango Mysłowice | 4 – 5 | Baustal Kraków |

### Kolejka 4
- Potyczki czwartej kolejki futsalowej ekstraklasy rozegrano w dniach 20 i 21 października 2001 roku. Swoją pauzę w rozgrywkach zanotowała drużyna Cuprum Polkowice.

| Baustal Kraków | 11 – 2 | FRIB-EX Ruda Śląska |

| Jango Mysłowice | 3 – 7 | TEAM Legnica |

| PA Nova Gliwice | 8 – 4 | Unisoft Gdynia |

| Clearex Chorzów | 8 – 1 | Irex Sosnowiec |

| Rekord Bielsko-Biała | 7 – 3 | Skała-Inter Tychy |

### Kolejka 5
- Piąta kolejka polskiej ligi futsalowej była rozgrywana w dniach 27 oraz 28 października 2001 roku. Pauzę w grze zapisał zespół Jango Mysłowice.

| Irex Sosnowiec | 5 – 7 | TEAM Legnica |

| Cuprum Polkowice | 3 – 9 | Clearex Chorzów |

| Skała-Inter Tychy | 1 – 2 | PA Nova Gliwice |

| FRIB-EX Ruda Śląska | 3 – 6 | Rekord Bielsko-Biała |

| Unisoft Gdynia | 7 – 10 | Baustal Kraków |

### Kolejka 6
- Potyczki szóstej kolejki halowej pierwszej ligi rozegrano 10 i 11 listopada 2001 roku. Tym razem zespołem pauzującym był Irex Sosnowiec.

| Baustal Krakówchy | 11 – 2 | Cuprum Polkowice |

| Jango Mysłowice | 4 – 1 | PA Nova Gliwice |

| TEAM Legnica | 6 – 4 | FRIB-EX Ruda Śląska |

| Rekord Bielsko-Biała | 4 – 8 | Unisoft Gdynia |

| Clearex Chorzów | 12 – 2 | Skała-Inter Tychy |

### Kolejka 7
- Kolejka siódma została zaplanowana na 17 oraz 18 listopada 2001 roku. Wszystkie spotkania rozegrano bez najmniejszych trudów. Pauzował Clearex Chorzów.

| TEAM Legnica | 3 – 2 | Rekord Bielsko-Biała |

| Cuprum Polkowice | 7 – 4 | Irex Sosnowiec |

| Unisoft Gdynia | 12 – 9 | FRIB-EX Ruda Śląska |

| PA Nova Gliwice | 4 – 10 | Baustal Kraków |

| Skała-Inter Tychy | 0 – 2 | Jango Mysłowice |

### Kolejka 8
- Ósmą kolejkę I halowej polskiej ligi rozgrywano w dniach 24–25 listopada 2001 roku. Drużyną pauzującą był TEAM Legnica.

| FRIB-EX Ruda Śląska | 3 – 6 | Cuprum Polkowice |

| Rekord Bielsko-Biała | 4 – 1 | PA Nova Gliwice |

| Jango Mysłowice | 4 – 3 | Unisoft Gdynia |

| Irex Sosnowiec | 6 – 3 | Skała-Inter Tychy |

| Baustal Kraków | 4 – 6 | Clearex Chorzów |

### Kolejka 9
- Mecze dziewiątej kolejki były rozgrywane 1 oraz 2 grudnia 2001 roku. Jedynie spotkanie pomiędzy FRIB-EX Ruda Śląska a Irexem Sosnowiec zostało przełożone na 6 grudnia. Zespołem pauzującym była PA Nova Gliwice

| Cuprum Polkowice | 7 – 3 | Jango Mysłowice |

| Unisoft Gdynia | 5 – 4 | Skała-Inter Tychy |

| Rekord Bielsko-Biała | 1 – 4 | Baustal Kraków |

| FRIB-EX Ruda Śląska | 2 – 9 | Irex Sosnowiec |

| Clearex Chorzów | 11 – 4 | TEAM Legnica |

### Kolejka 10
- Potyczki już dzięsiątej kolejki odbyły się 8 i 9 grudnia 2001 roku. Kolejnym pauzującym zespołem był Rekord Bielsko-Biała.

| TEAM Legnica | 2 – 3 | Baustal Kraków |

| Irex Sosnowiec | 6 – 3 | Unisoft Gdynia |

| Jango Mysłowice | 3 – 8 | FRIB-EX Ruda Śląska |

| PA Nova Gliwice | 3 – 6 | Clearex Chorzów |

| Skała-Inter Tychy | 4 – 6 | Cuprum Polkowice |

### Kolejka 11
- Spotkania pierwszej rundy rozegrano 15 oraz 16 grudnia 2001 roku. Drużyną, która ostatnia pauzowała był Baustal Kraków.

| Rekord Bielsko-Biała | 1 – 11 | Clearex Chorzów |

| Cuprum Polkowice | 7 – 7 | Unisoft Gdynia |

| FRIB-EX Ruda Śląska | 6 – 4 | Skała-Inter Tychy |

| Jango Mysłowice | 2 – 2 | Irex Sosnowiec |

| TEAM Legnica | 0 – 10 | PA Nova Gliwice |

## Najlepsi strzelcy
| L.p. | Zawodnik            | Drużyna         | Bramki |
| ---- | ------------------- | --------------- | ------ |
| 1    | Filipczak Krzysztof | Baustal Kraków  | 42     |
| 2    | Dąbrowski Robert    | Baustal Kraków  | 28     |
| 2    | Pięta Wojciech      | Unisoft Gdynia  | 28     |
| 3    | Szłapa Andrzej      | Clearex Chorzów | 27     |

## Klasyfikacja medalowa mistrzostw Polski po sezonie
|   | Klub                 | złoto | srebro | brąz |
| - | -------------------- | ----- | ------ | ---- |
| 1 | P.A. Nova Gliwice    | 3     | 2      | 2    |
| 2 | Clearex Chorzów      | 3     |        |      |
| 3 | Cuprum Polkowice     | 2     |        | 2    |
| 4 | Jard Gliwice         |       | 1      |      |
| 4 | Rekord Bielsko-Biała |       | 1      |      |
| 4 | Opał Gniezno         |       | 1      |      |
| 4 | Mistreated Jaworzno  |       | 1      |      |
| 4 | Cambras Legnica      |       | 1      |      |
| 4 | Baustal Kraków       |       | 1      |      |
| 5 | SUW-TOR Łódź         |       |        | 1    |
| 5 | Cynk-Mal Legnica     |       |        | 1    |
| 5 | Goldenmajer Kraków   |       |        | 1    |
| 5 | Jango Gliwice        |       |        | 1    |

## Źródła
- futsalekstraklasa.pl